# Národní park Great Smoky Mountains
Národní park Great Smoky Mountains (anglicky: Great Smoky Mountains National Park) je národní park o rozloze 2110 km² v Appalačském pohoří na území Spojených států amerických, ve spolkových státech Severní Karolína a Tennessee. Byl založen 15. června 1934 a od roku 1983 patří ke světovému dědictví UNESCO. Les, který se nachází v národním parku, patří k nejstarším lesům na Zemi a je největším pralesem na východě USA.
Národní park navštíví ročně osm až deset milionů návštěvníků a je nejnavštěvovanějším národním parkem v USA, přičemž se provoz většinou omezuje na hlavní silnice. 450 kilometrů silnic mimo hlavní silnici a 1400 turistických cest je málo frekventovaných.

## Zajímavosti
- Clingmans Dome
- vyhlídkové místo Charlies Bunion
- muzeum Mountain Farm

- vyhlídková silnice „Roaring Fork Motor Nature Trail"